# 畸齒龍屬
畸齒龍屬（意為「有不同牙齒的蜥蜴」）又名異齒龍，是種小型植食性恐龍，擁有銳利的犬齒，生存於早侏儸紀的南非。畸齒龍外型與稜齒龍類類似，但牠們有犬齒形牙齒，牠們以植物為食。
現今對於畸齒龍的了解來自於南非博物館的標本。目前本屬有兩種型態，有些人認為第二個型態代表者不同的種。模式種是塔克畸齒龍（H. tucki），發現於上艾略特組地層，年代為赫唐階（1億9900萬年前到1億9600萬年前）。

## 敘述

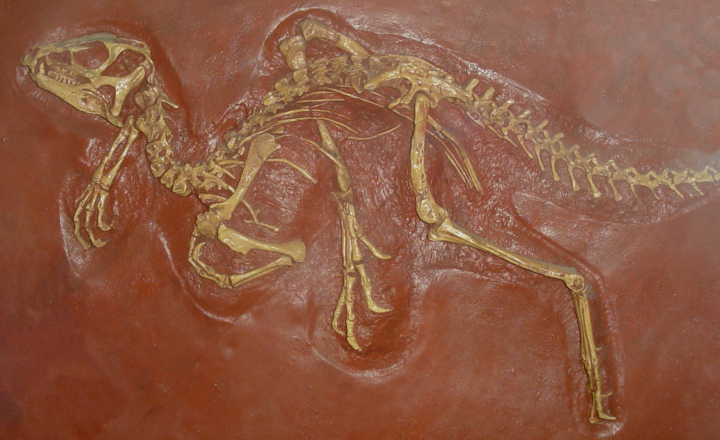
塔克畸齒龍的模式標本，目前在加州大學柏克萊分校展出中。

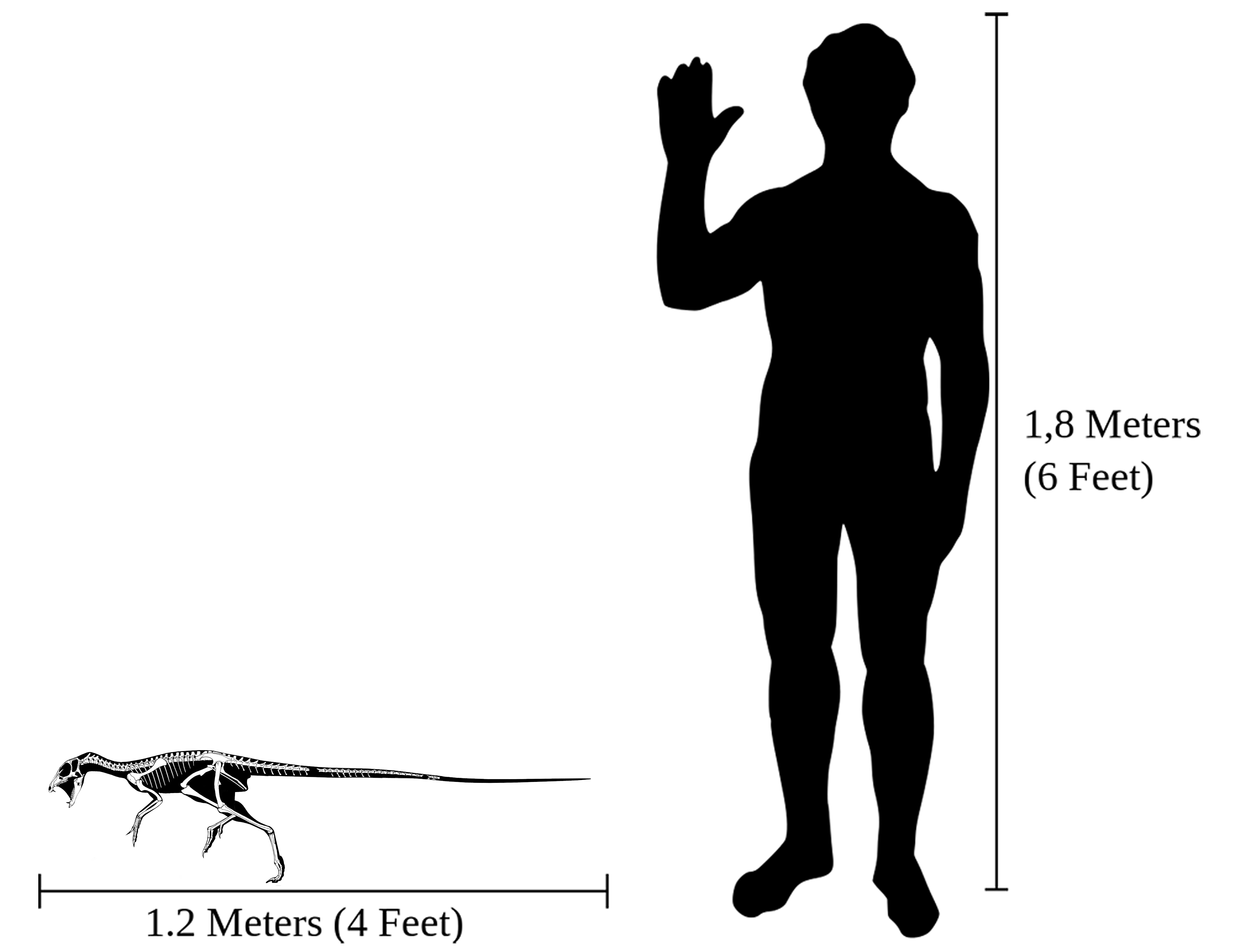
畸齒龍與人類體型相比

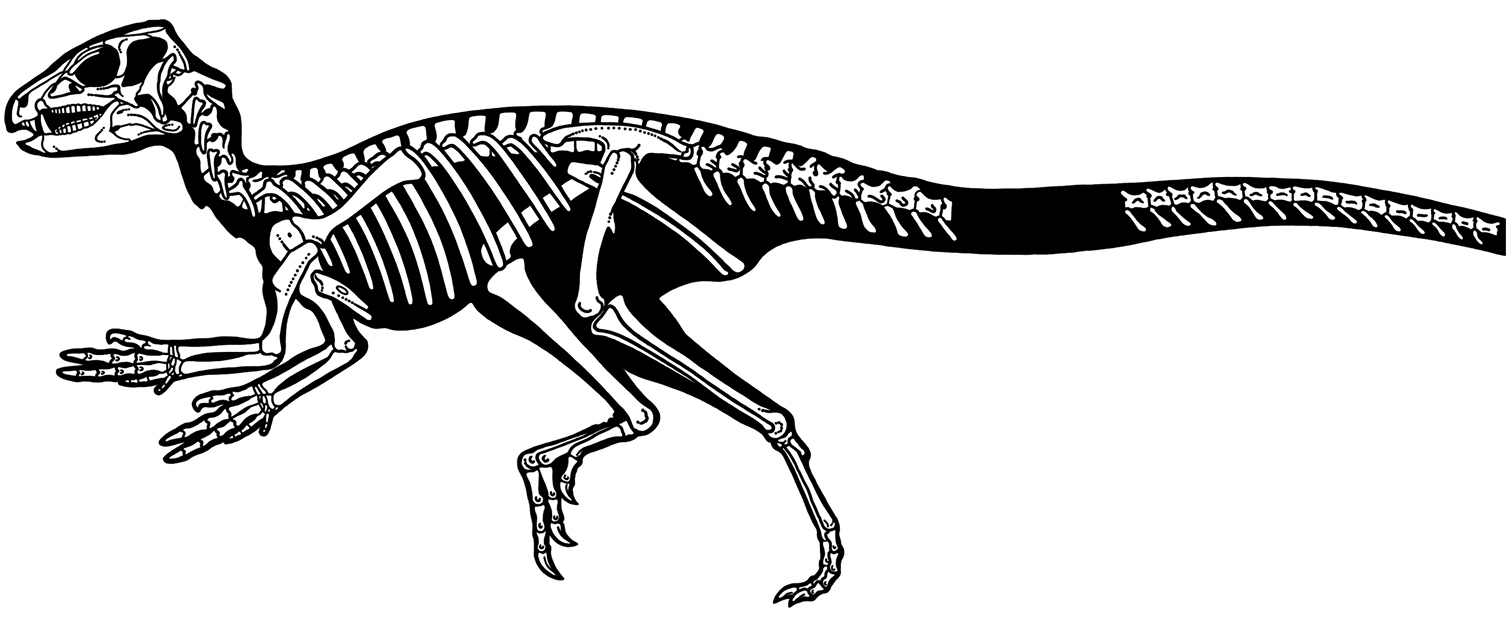
畸齒龍的骨骼重建圖

畸齒龍是種小型、行動敏捷的鳥臀目恐龍，生長約1公尺。畸齒龍有長而狹窄的骨盆，以及類似更先進的鳥臀目恐龍擁有的恥骨。
更不尋常的是畸齒龍的手掌有五個手指，其中兩個似乎是互相對應的。這種結構可讓畸齒龍緊握並操作食物。腳踝與足部的骨頭以類似鳥類的方式癒合。

### 齒列
畸齒龍的最獨特特徵是其牙齒。大部分爬行動物與恐龍只有單一型態的牙齒，畸齒龍具有三種型態的牙齒。口鼻部的前段是小型牙齒，用以咬斷樹葉與莖。
第二種牙齒是一對長牙，功能仍不清楚，但有研究認為第二種牙齒是種性別上的展示物，或是威嚇求偶的對手或競爭領地用。第三種型態的牙齒是長而方形的頰齒。這種型態的牙齒是咀嚼的適應演化結果。臉部兩側可能擁有頰部。咀嚼在恐龍相當普遍，但在其他爬行動物中不普遍。
畸齒龍的奇特牙齒，使部份科學家懷疑畸齒龍的食性。某些科學家認為畸齒龍是雜食性動物，會以植物與小型動物為食。